# Bebra (Fulda)
Die Bebra ist ein 10 Kilometer langer, rechter Nebenfluss der Fulda im Landkreis Hersfeld-Rotenburg. Die Bebra ist ein kleines Fließgewässer der Gewässerordnung III.

## Name
Der Fluss hieß im althochdeutschen *Bibaraha, einer Zusammensetzung aus Biber und dem Hydronym -ach für 'Fließgewässer'.

## Geographie
Die Bebra entspringt an den westlichen Hängen des Brodberges (376,5 m ü. NN) etwa ein Kilometer nordöstlich von Rautenhausen, einem Stadtteil von Bebra.  Ein zweiter Quellbach, der von Norden kommt, mündet in Rautenhausen. Die Bebra fließt dann in südliche Richtung, weiter durch Asmushausen und durch die Altstadt von Bebra. Danach schwenkt die Fließrichtung in westliche Richtung ein und mündet nach etwa 1,5 Kilometern, bei Flusskilometer 119,8 in die Fulda. An der Mündung befindet sich nördlich ein Kiessee. Gegenüber breitet sich das Naturschutzgebiet Forbachsee aus.
Die Bebra bildet mit der südlich benachbarten Solz und dem Cornberger Wasser die Grenze zwischen dem Richelsdorfer Gebirge im Osten und dem Stölzinger Gebirge im Westen.
Durch das Bebratal führt die Bundesstraße 27 und im oberen Talabschnitt auch die Bahnstrecke Bebra–Göttingen.

## Naturschutzgebiet
Am Unterlauf des Bebrabaches, etwa ein Kilometer nördlich vom Stadtrand von Bebra, liegt das Naturschutzgebiet „Unterm Siegel“. Es ist 8,8 Hektar groß und liegt auf etwa 220 m ü. NN entlang der Bachaue. Es wird begrenzt von der Bundesstraße 27 auf der rechten Bachseite und dem Bachlauf bzw. dem Waldrand an der linken Bachseite. Es weist entlang des Bachlaufes Seggen- und Schilfbestände auf. Weiterhin wurden in den 1980er Jahren Entwässerungsgräben zugeschüttet und kleine Weiher angelegt. Auf allen übrigen Flächen dehnen sich Feuchtwiesen aus.